# Heresiarches cingulatus
Heresiarches cingulatus là một loài tò vò trong họ Ichneumonidae.